# Warsaw Eagles

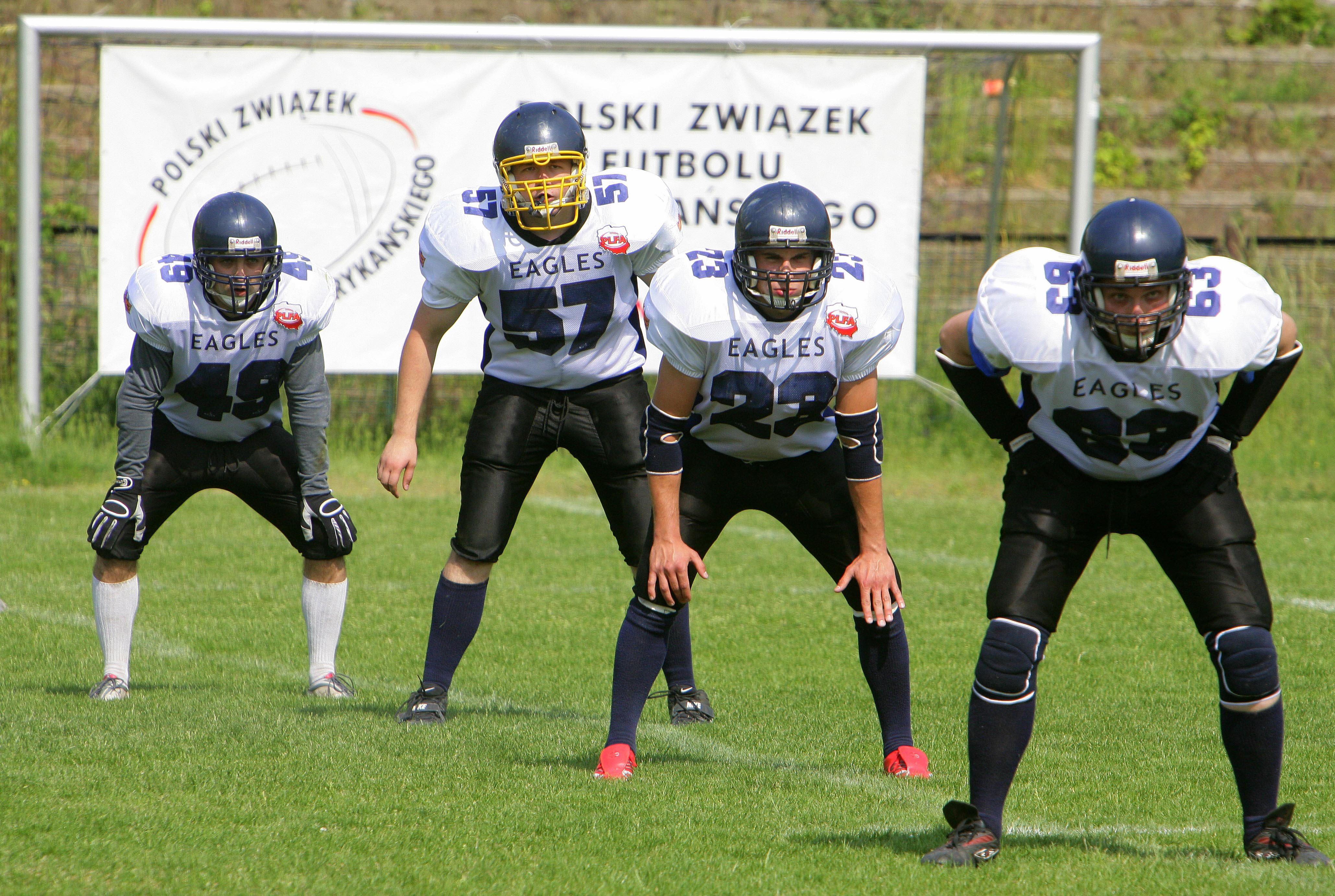
Zawodnicy Warsaw Eagles

Warsaw Eagles – polski klub futbolu amerykańskiego z siedzibą w Warszawie, założony w czerwcu 1999 r. - jako pierwszy w Polsce - członek i jeden z założycieli Polskiego Związku Futbolu Amerykańskiego (od listopada 2004 r.), występujący w Polskiej Futbol Lidze. Właścicielem klubu jest Paul Kuśmierz.

## Sukcesy
- Polish Bowl:
  - Mistrzostwo: 2006, 2008, 2018, 2024, 2025
  - Wicemistrzostwo: 2012, 2013
  - 3. miejsce: 2007, 2009, 2011, 2014, 2015, 2016, 2017
- Mistrzostwo Baltic League: 2019
- Mistrzostwo PLFA-ESL: 2019
- Mistrzostwo PLFA 8: 2011, 2014
- Wicemistrzostwo PFLA 8: 2012, 2017
- Mistrzostwo Polski PLFA Junior: 2012, 2018
- Wicemistrz Polski PLFA Junior: 2013, 2014, 2016
- 3. miejsce PLFA Junior: 2017
- 4. miejsce PFL Junior: 2023

## Historia
Drużyna została utworzona w czerwcu 1999 r. w Warszawie i jest najstarszą tego typu organizacją w Polsce. W 1999 r. grupa znajomych zafascynowanych futbolem zaczęła spotykać się i uprawiać tą niedostępną dotychczas dyscyplinę sportu rodem ze Stanów Zjednoczonych. Pierwsze treningi odbywały się na stadionie stołecznego Hutnika, a w 2001 r. - wraz z zwiększającą się liczbą członków - przeniesiono je na boisko warszawskiej Akademii Wychowania Fizycznego.
Treningi i mecze były rozgrywane pomiędzy sobą bez zaplecza i profesjonalnego sprzętu. Jednocześnie, poza treningami i grą, grupa zapaleńców próbowała zainteresować futbolem innych, aby rozpropagować i zaszczepić na polskim gruncie ten sport. Na pierwszego prawdziwego przeciwnika Warsaw Eagles musieli poczekać do 2004 r. Swój pierwszy prawdziwy mecz zespół rozegrał 17 grudnia 2004 w Suchym Lesie koło Poznania przeciwko 1. KFA Fireballs Wielkopolska, zwyciężając 88:7. Pomimo swego towarzyskiego charakteru, spotkanie to powszechnie uznawane jest za pierwszy oficjalny pojedynek futbolu amerykańskiego w Polsce i stanowiło jeden z elementów promocji tej dyscypliny sportu w kraju.
Kolejny rok to rewanżowe spotkanie z 1. KFA Fireballs Wielkopolska tym razem rozegrane w maju 2005 r. w Warszawie, oraz udział w międzynarodowym turnieju futbolu amerykańskiego rozgrywanym w formacie halowym w Czechach w grudniu 2005 roku. Podczas tego turnieju skład Orłów został uzupełniony o najlepszych zawodników 1. KFA Fireballs Wielkopolska.
W marcu 2006 r. Warsaw Eagles zorganizowali międzynarodowy turniej Futbolu Amerykańskiego na boisku warszawskiej Akademii Wychowania Fizycznego. Wzięły w nim udział cztery drużyny. Polskę reprezentowali Warsaw Eagles i 1.KFA Wielkopolska, oprócz nich w zawodach zagrała duńska drużyna Sollerod Gold Diggers oraz czeska Pardubice Stallions. Orły dotarły do finału, w którym zremisowali z Duńczykami 6:6. Z powodu ograniczeń czasowych nie rozegrano dogrywki i warszawiacy zostali współzwycięzcami turnieju.
W 2006 r. Warsaw Eagles byli jednym z założycieli Polskiej Ligi Futbolu Amerykańskiego (PLFA).
Kolejnym krokiem do inauguracji pierwszego w Polsce sezonu ligowego był mecz „American Days 2006 - Chełm Bowl”, rozegrany 2 lipca 2006 przy współpracy z Ambasadą Stanów Zjednoczonych, podczas Dni Amerykańskich w Chełmie, gdy Warsaw Eagles zmierzyli się z The Crew Wrocław (w których składzie zagrali również zawodnicy 1.KFA Wielkopolska). Mecz zakończył się wygraną stołecznej drużyny 60:8.
8 października 2006 o godzinie 13:00 na stadionie Startu przy ul. św. Teresy od Dzieciątka Jezus 56/58 w Łodzi w meczu inaugurującym PLFA Warsaw Eagles zwyciężyli 1. KFA Fireballs Wielkopolska 66:6. Sezon zasadniczy zespół ukończył na 1. miejscu z kompletem punktów, więc 12 listopada 2006 o godzinie 12:30 na stadionie Marymontu przy ul. Potockiej 1 w Warszawie spotkał się w finale ligi z Pomorze Seahawks. Eagles wygrali 34:6, zostając tym samym pierwszymi mistrzami w historii PLFA.
Eagles dwukrotnie mieli okazję rozgrywać mecze na Stadionie Narodowym w Warszawie:
- NAC VII SuperFinale PLFA odbył się 15 lipca 2012 przeciwko Seahawks Gdynia i zakończył wynikiem 37:52 dla drużyny z Gdyni, mecz na stadionie obejrzało ponad 23 tysiące kibiców
- Trawnik Producent SuperFinale VIII odbył się 14 lipca 2013 tym razem przeciwnikami Orłów była drużyna Giants Wrocław, która pokonała warszawiaków 29:13. Spotkanie obejrzało prawie 16 500 widzów.

### Historyczne mecze
- Pierwszy mecz (towarzyski): 17 grudnia 2004, Suchy Las koło Poznania 1. KFA Wielkopolska – Warsaw Eagles 7:88
- Pierwszy mecz w PLFA: 8 października 2006, Łódź (stadion Startu) Warsaw Eagles – 1. KFA Wielkopolska 66:6
- Pierwszy finał PLFA: 12 listopada 2006, Warszawa (stadion Marymontu) Warsaw Eagles – Pomorze Seahawks 34:6

## Link zewnętrzny
- Oficjalna strona internetowa